# Salamon Ferenc (fuvolaművész)
Salamon Ferenc (Kolozsvár, 1922. október 6. – Miskolc, 2006. augusztus 31.) fuvolaművész, a Miskolci Nemzeti Színház zenekarának és a Miskolci Szimfonikus Zenekar tagja.

## Életpályája
A Kolozsvári Magyar Konzervatóriumban végzett. 1946-tól 1948-ig a Szegedi Nemzeti Színházban volt zenekari tag. 1956-tól 1963-ig a Miskolci Nemzeti Színház, majd a Miskolci Szimfonikus Zenekar következett. 78 évesen is szerződéses tag volt a Miskolci színházban első fuvolásként. Nyugdíjasként is zenélt. A Miskolci Bányász Fúvószenekarban és a Miskolci Vasutas Zenekarban haláláig játszott.

## Elismerései
- A Munka Érdemrend bronz fokozata
- Felszabadulási Emlékérem
- Szocialista Kultúráért